# Mesomexovis subcristatus
Espèce
Synonymes
- Vaejovis subcristatus Pocock, 1898
- Thorellius subcristatus (Pocock, 1898)

Mesomexovis subcristatus est une espèce de scorpions de la famille des Vaejovidae.

## Distribution
Cette espèce est endémique du Mexique. Elle se rencontre au Veracruz et en Oaxaca.

## Description
Le mâle syntype mesure 51,5 mm et la femelle syntype 52 mm.

## Systématique et taxinomie
Cette espèce a été décrite sous le protonyme Vaejovis subcristatus par Pocock en 1898. Elle est placée dans le genre Thorellius par Soleglad et Fet en 2008 puis dans le genre Mesomexovis par González Santillán et Prendini en 2013.

## Publication originale
- Pocock, 1898 : « The scorpions of the genus Vaejovis contained in the collection of the British Museum. » Annals and Magazine of Natural History, sér. 7, vol. 1, p. 394-400 (texte intégral).